# Nobels fredspris
Nobels fredspris er en af de fem priser som blev oprettet af svenskeren Alfred Nobel i hans testamente. Den uddeles af Den Norske Nobelkomite. Prisuddelingen foregår hvert år i december på Oslo Rådhus. Der afholdes også en særlig koncert i forbindelse med uddelingen, Nobels fredspriskoncert, som prismodtageren og prominente gæster overværer. Nobels fredspris anses for at være verdens mest prestigefulde pris.
De øvrige Nobelpriser uddeles af Nobelstiftelsen i Stockholm. Ved Alfred Nobels død 10. december 1896 var Norge og Sverige stadig i union, hvor Sverige alene styrede udenrigspolitikken. Nobel mente derfor, at risikoen for politisk korrumpering ville være mindre, såfremt Norge forestod fredsprisuddelingen.
Alfred Nobel stillede tre krav til fredsprisvinderne, og de skulle blot opfylde et af kravene. Det er to klare begreber: "reduktion af militærstyrker" og "gennemførelse af fredskongresser". Og så er  der en tredje formulering som Nobelkomiteen ofte har valgt at tolke forholdsvis bredt: "nationernes forbrødring".
Nobelkomiteens forståelse af udtrykket "nationernes forbrødring" bliver kritiseret i bogen "Nobels vilje" skrevet af jurist og fredsforkæmperen Fredrik S. Heffermehl, udgivet i oktober 2008.

## Prismodtagere

### 1901-1910
- 1901: Jean Henri Dunant (Schweiz), stifter af Røde Kors og initiativtager til Geneve-konventionen.: Frédéric Passy (Frankrig), stifter af og præsident for Societé Française pour l'arbitrage entre nations.
- 1902: Élie Ducommun (Schweiz) og Charles Albert Gobat, æresformænd for det Det internationale Fredskontor i Bern.
- 1903: Sir William Randal Cremer (Storbritannien), sekretær for International Arbitration League.
- 1904: Institut De Droit International (Institut for International Lov) (Gent, Belgien).
- 1905: Baronesse Bertha Sophie Felicitas von Suttner, født grevinde Kinsky von Chinic und Tettau (Østrig), forfatter, præsident for Det internationale Fredskontor.
- 1906: Theodore Roosevelt (USA), amerikansk præsident, for skabelsen af fredstraktaten i den russisk-japanske krig.
- 1907: Ernesto Teodoro Moneta (Italien), præsident for Lombard League of Peace.: Louis Renault (Frankrig), professor i international jura.
- 1908: Klas Pontus Arnoldson (Sverige), stifter af Swedish Peace and Arbitration League (Svenska Freds- och Skiljedomsföreningen).: Fredrik Bajer (Danmark), præsident for Det internationale Fredskontor.
- 1909: Auguste Marie François Beernaert (Belgien), medlem af Cour Internationale d'Arbitrage.: Paul Henri Benjamin Balluet d'Estournelles de Constant, baron de Constant de Rebecque (Frankrig), stifter og præsident for den franske parlamentariske gruppe for international mægling. Stifter af Comité de défense des intérêts nationaux et de conciliation internationale
- 1910: Det internationale Fredskontor (Bureau International Permanent de la Paix / Permanent International Peace Bureau), Bern, Schweiz.

### 1911-1920
- 1911: Tobias Michael Carel Asser (Holland), initiativtager til International Conferences of Private Law i Haag: Alfred Hermann Fried (Østrig), stifter af Die Waffen Nieder.
- 1912: Elihu Root (USA), for initiativ til forskellige mæglings-aftaler.
- 1913: Henri La Fontaine (Belgien), præsident for Det internationale Fredskontor.
- 1914-1916: Ikke uddelt.
- 1917: Den internationale Røde Kors Komité, Geneve, Schweiz.
- 1918: Ikke uddelt.
- 1919: Woodrow Wilson (USA) for grundlæggelsen af Folkeforbundet.
- 1920: Léon Victor Auguste Bourgeois, præsident for Folkeforbundet.

### 1921-1930
- 1921: Hjalmar Branting (Sverige), statsminister, Svensk delegeret til Folkeforbundet.: Christian Lous Lange (Norge), Generalsekretær for Inter-Parliamentary Union
- 1922: Fridtjof Nansen (Norge), norsk delegeret til Folkeforbundet, initiativtager til Nansen-pas for flygtninge.
- 1923-1924: Ikke uddelt.
- 1925: Sir Austen Chamberlain (Storbritannien) for Locarno-traktaten.: Charles Gates Dawes (USA), formand for Allied Reparation Commission og initiativtager til Dawes-planen.
- 1926: Aristide Briand (Frankrig) for Locarno-traktaten og Briand-Kellogg-pagten.: Gustav Stresemann (Tyskland) for Locarno-traktaten.
- 1927: Ferdinand Buisson (Frankrig), stifter af og præsident for Menneskerettighedskommissionen og Ludwig Quidde (Tyskland), delegeret til adskillige fredskonferencer.
- 1928: Ikke uddelt.
- 1929: Frank Billings Kellogg (USA) for Briand-Kellogg-pagten.
- 1930: Ærkebiskop Nathan Söderblom (Sverige), leder af den økumeniske bevægelse.

### 1931-1938
- 1931: Jane Addams (USA), international præsident Women's International League for Peace and Freedom: Nicholas Murray Butler (USA) for promovering af Briand-Kellogg-pagten.
- 1932: Ikke uddelt.
- 1933: Sir Norman Angell (Ralph Lane) (Storbritannien), forfatter, medlem af eksekutivkomiteen for Folkeforbundet og National Peace Council.
- 1934: Arthur Henderson (Storbritannien), formand for Folkeforbundet Disarmament Conference
- 1935: Carl von Ossietzky (Tyskland), pacifistisk journalist.
- 1936: Carlos Saavedra Lamas (Argentina), præsident for Folkeforbundet og mægler i Gran Chaco-konflikten mellem Paraguay og Bolivia.
- 1937: Viscount Cecil of Chelwood (Lord Edgar Algernon Robert Gascoyne Cecil), stifter og præsident for International Peace Campaign.
- 1938: Nansen International Office for Refugees, Geneve, Schweiz.

### 1939-1950
- 1939-1943: Ikke uddelt.
- 1944: Den internationale Røde Kors Komité (tildelt efterfølgende i 1945).
- 1945: Cordell Hull (USA) for initiativ til FN.
- 1946: Emily Greene Balch (USA), international præsident for Women's International League for Peace and Freedom: John Raleigh Mott (USA), formand for International Missionary Council og præsident for World Alliance of Young Men's Christian Associations
- 1947: Kvækerne (Vennernes Religiøse Samfund), repræsenteret af The Friends Service Council (Storbritannien) og The American Friends Service Committee (USA).
- 1948: Ikke uddelt. Priskomiteen gav som begrundelse, at der "ikke var nogen passende levende kandidat" - en henvisning til Mahatma Gandhi, der blev myrdet 30. januar 1948.[3]
- 1949: Lord John Boyd Orr of Brechin (Storbritannien), direktør General Food and Agricultural Organization, præsident National Peace Council, præsident World Union of Peace Organizations.
- 1950: Ralph Bunche for mægling i Palæstina (1948).

### 1951-1960
- 1951: Léon Jouhaux (Frankrig), præsident for International Committee of the European Council, vice præsident for International Confederation of Free Trade Unions, vice præsident for World Federation of Trade Unions, medlem af ILO, FN delegeret.
- 1952: Albert Schweitzer (Frankrig) for grundlæggelsen af Lambarene Hospitalet i Gabon.
- 1953: George Catlett Marshall (USA) for Marshallplanen.
- 1954: FN's Flygtningehøjkommissariat
- 1955-1956: Ikke uddelt.
- 1957: Lester Bowles Pearson (Canada), præsident for den 7. FN-samling.
- 1958: George Henri Pire (Belgien), leder af l'Europe du Coeur au Service du Monde, en hjælpeorganisation for flygtninge.
- 1959: Philip J. Noel-Baker (Storbritannien), for hans livslange arbejde for international fred og samarbejde.
- 1960: Albert John Lutuli (Sydafrika), præsident for African National Congress.

### 1961-1970
- 1961: Dag Hammarskjöld (Sverige), generalsekretær for FN (tildelt efter hans død).
- 1962: Linus Carl Pauling (USA) for sin kampagne mod atomvåbenforsøg.
- 1963: Den internationale Røde Kors Komité, Geneve, Schweiz.: IFRC, Geneve.
- 1964: Martin Luther King Jr (USA), borgerrettighedsforkæmper.
- 1965: United Nations' Children's Fund (UNICEF)
- 1966-1967: Ikke uddelt.
- 1968: René Cassin (Frankrig), præsident for den europæiske menneskerettighedsdomstol.
- 1969: International Labour Organization (I.L.O.), Geneve.
- 1970: Norman Borlaug (USA), for forskning på International Maize and Wheat Improvement Center.

### 1971-1980
- 1971: Willy Brandt (Tyskland), for Vesttysklands Østpolitik, med en ny attitude overfor Østeuropa og Østtyskland.
- 1972: Ikke uddelt.
- 1973: Henry A. Kissinger (USA) og Le Duc Tho (Vietnam, afvist) for den vietnamesiske fredsaftale.
- 1974: Seán MacBride (Irland), præsident for Det internationale Fredskontor og FN's kommission for Namibia.: Eisaku Sato (Japan), premierminister.
- 1975: Andrej Sakharov (Sovjetunionen) for hans kampagne for menneskerettigheder.
- 1976: Betty Williams og Mairead Corrigan, stiftere af Bevægelsen for fred i Nordirland (senere omdøbt til Community of Peace People).
- 1977: Amnesty International, London, Det Forenede Kongerige.
- 1978: Mohamed Anwar El Sadat (Egypten) og Menachem Begin (Israel) for fredsforhandlingerne mellem Egypten og Israel.
- 1979: Mother Teresa (Indien) for hendes arbejde med at bringe hjælp til en lidende menneskehed.
- 1980: Adolfo Perez Esquivel (Argentina), menneskerettighedsleder.

### 1981-1990
- 1981: FN's Flygtningehøjkommissariat
- 1982: Alva Myrdal (Sverige) og Alfonso García Robles (Mexico), delegerede ved FN's samling for nedrustning.
- 1983: Lech Wałęsa (Polen), stifter af Solidarność (da. Solidaritet) og menneskerettighedsforkæmper.
- 1984: Biskop Desmond Mpilo Tutu (Sydafrika) for sit arbejde imod apartheid.
- 1985: International Physicians for the Prevention of Nuclear War, Boston, USA.
- 1986: Elie Wiesel (USA) for at tale imod vold, undertrykkelse og racisme.
- 1987: Oscar Arias Sanchez (Costa Rica) for igangsættelsen af fredsforhandlinger i Centralamerika.
- 1988: FN's fredsbevarende styrker, New York, USA.
- 1989: Tenzin Gyatso, den 14. Dalai Lama for at advokere for fredelige løsninger baseret på tolerance og respekt.
- 1990: Michail Sergejevitj Gorbatjov (Sovjetunionen) for hjælp til afslutningen af den kolde krig.

### 1991-2000
- 1991: Aung San Suu Kyi (Burma), oppositionsleder og menneskerettighedsforkæmper.
- 1992: Rigoberta Menchú Tum (Guatemala), for arbejde for menneskerettigheder, specielt for oprindelige folkeslag.
- 1993: Nelson Mandela (Sydafrika) og Frederik Willem de Klerk (Sydafrika).
- 1994: Yasser Arafat (Palæstina), Shimon Peres (Israel) og Yitzhak Rabin (Israel).
- 1995: Joseph Rotblat (Polen/Storbritannien) og Pugwash-konferencen om videnskab og verdenshandel, for deres arbejde imod atomare våben.
- 1996: Carlos Filipe Ximenes Belo (Østtimor) og José Ramos Horta (Østtimor) for deres arbejde mod en retfærdig og fredelig løsning på Østtimor-konflikten.
- 1997: International Campaign to Ban Landmines (ICBL) og Jody Williams (VVAF) for deres arbejde med at få indført et forbud mod personellandminer.
- 1998: John Hume (Storbritannien) og David Trimble (Storbritannien) for deres arbejde for en fredelig løsning på konflikten i Nordirland.
- 1999: Læger uden Grænser, Bruxelles, Belgien.
- 2000: Kim Dae Jung (Sydkorea) for hans arbejde for demokrati og menneskerettigheder, og specielt for fred og genoptagelse af normale forbindelser med Nordkorea.

### 2001-2010
- 2001: Forenede Nationer og deres generalsekretær Kofi Annan (Ghana)
- 2002: Jimmy Carter (USA) – tidligere amerikansk præsident, for hans årtier af vedvarende arbejde for at finde fredelige løsninger på internationale konflikter, fremme af demokrati og menneskerettigheder og for at fremme økonomisk og social udvikling.
- 2003: Shirin Ebadi (Iran) for hendes indsats for demokrati og menneskerettigheder. Hun har især fokuseret på rettighederne for kvinder og børn.
- 2004: Wangari Maathai for hendes bidrag til at fremme en økologisk bæredygtig social, økonomisk og kulturel udvikling i Kenya og Afrika.
- 2005: Det Internationale Atomenergiagentur (IAEA) og dets formand Mohamed ElBaradei.
- 2006: Den bangladeshiske bank Grameen Bank og dens stifter Muhammad Yunus.
- 2007: Al Gore og FN's Klimapanel
- 2008: Finlands ekspræsident og mangeårig FN-fredsmægler Martti Ahtisaari
- 2009: USA's præsident Barack Obama
- 2010: Liu Xiaobo (Kina)

### 2011-2020
- 2011: Ellen Johnson Sirleaf, Leymah Gbowee og Tawakkul Karman[4]
- 2012: Den Europæiske Union[5]
- 2013: Organisationen for Forbud mod Kemiske Våben
- 2014: Kailash Satyarthi og Malala Yousafzai
- 2015: Den tunesiske kvartet for national dialog
- 2016: Juan Manuel Santos[6]
- 2017: ICAN (International Campaign to Abolish Nuclear Weapons)[7]
- 2018: Nadia Murad og Denis Mukwege for deres "bekæmpelse af seksuel vold og voldtægt brugt som våben i krig og væbnede konflikter"[8]
- 2019: Abiy Ahmed "for hans bestræbelser efter at opnå fred og internationalt samarbejde, og især for hans afgørende initiativ til at løse grænsekonflikten med nabolandet Eritrea".[9]
- 2020: World Food Programme "for dets kamp for at bekæmpe sult, for bidrag til at forbedre mulighederne for fred i konfliktfyldte områder og for at være drivkraft i indsatsen mod anvendelsen af sult som våben i krige og konflikter."[10]

### 2021-2030
- 2021: Maria Ressa og Dmitry Muratov "for deres indsats for ytringsfrihed, som er en forudsætning for demokrati og varig fred".[11]
- 2022: Ales Bialiatski, den russiske menneskerettighedsorganisation Memorial og den ukrainske menneskerettighedsorganisation Center for Civil Liberties.[12]
- 2023: Narges Mohammadi for hendes "modige kamp for menneskerettigheder, frihed og demokrati i Iran".[13]
- 2024: Nihon Hidankyō "for sit forsøg på at opnå en verden fri for atomvåben" og "for at demonstrere gennem øjenvidners beretninger, at atomvåben aldrig skal bruges igen".[14]

## De øvrige nobelpriser
- Fysik
- Kemi
- Medicin
- Litteratur
- Økonomi (indstiftet i 1968)